# Glaslyn (Saskatchewan)
Glaslyn je vesnice v kanadské provincii Saskatchewanu.

## Vzdělávání
Místní škola Glaslyn Central School patří ke školskému oddělení Northern Lakes School Division a vytváří jeho západní hranici.

## Demografie
Podle kanadského sčítání obyvatel z roku 2006 mělo Glaslyn 369 obyvatel (to je 1,6% pokles od roku 2001). Ti obývali 178 domácností. Střední věk obyvatelstva činil 40,6 roku (u mužů 39,8 a u žen 42,0).